# Akantoza
Akantoza (łac. acanthosis) –  pogrubienie warstwy kolczystej nabłonka wielowarstwowego płaskiego, przede wszystkim naskórka.